# Penisola Nicholson
La penisola Nicholson è una penisola lunga circa 26 km e completamente coperta dai ghiacci, situata tra nella regione sud-occidentale della Dipendenza di Ross, in Antartide. La penisola si trova in particolare sulla costa di Shackleton, tra la baia di Couzens, a nord, e l'insenatura di Matterson, a sud, e le sue coste sono completamente circondate dal ghiaccio della barriera di Ross.

## Storia
La penisola Nicholson fu scoperta durante la spedizione Discovery, condotta negli anni 1901-04 dal capitano Robert Falcon Scott, e fu in seguito mappata da membri dello United States Geological Survey (USGS) grazie a fotografie aeree scattate dalla marina militare statunitense nel periodo 1960-62. Infine, fu così battezzata dal Comitato consultivo dei nomi antartici in onore del capitano M. W. Nicholson, della USN, capo dello staff dell'Ufficio Progetti Antartici statunitense durante l'operazione Deep Freeze del 1964.